# 羅斯代爾 (內布拉斯加州)
羅斯代爾（英語：Rosedale）是位於美國內布拉斯加州博伊德縣的鬼鎮。

## 歷史
羅斯代爾的郵局於18918年設立，其後於1903年停運。

## 地理
羅斯代爾所處的海拔為高於海平面509米（即1670英呎），而該地所採用的時區為UTC-6，即北美中部时区（CST）。同時該地設有夏令時間，為UTC-6調快一小時，即UTC-5（CDT）。